# DTM 2008

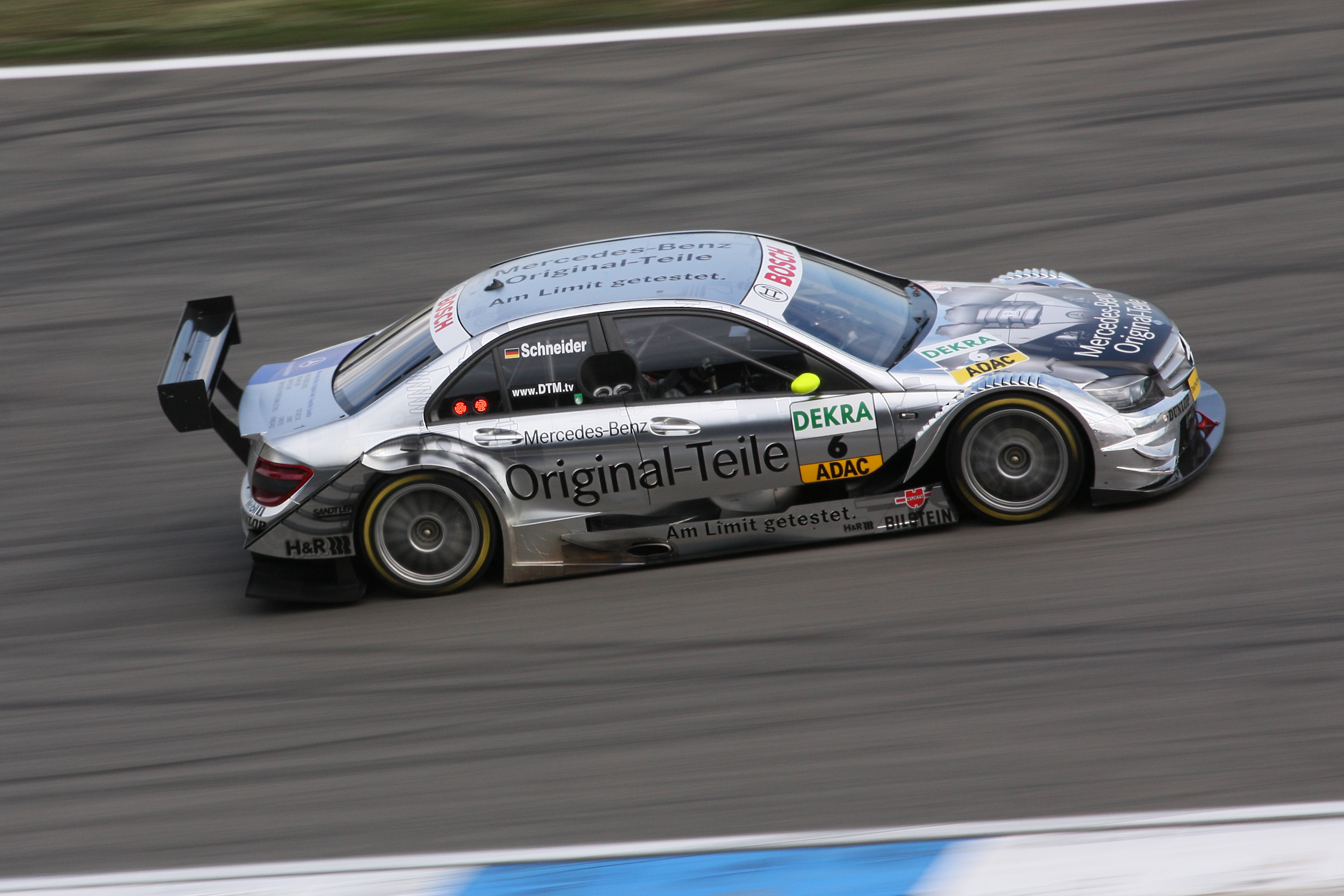
Bernd Schneider på Hockenheim 2008

DTM-säsongen 2008 börjar i april 2008 och slutar i oktober.

## Förare och team
| Märke         | Modell | Förare           | Förare            | Förare          | Förare            |
| ------------- | ------ | ---------------- | ----------------- | --------------- | ----------------- |
| Audi          | 2008   | Mattias Ekström  | Martin Tomczyk    | Tom Kristensen  | Timo Scheider     |
| Mercedes-Benz | 2008   | Bruno Spengler   | Jamie Green       | Bernd Schneider | Paul di Resta     |
| Audi          | 2007   | Alexandre Prémat | Mike Rockenfeller | Oliver Jarvis   | Markus Winkelhock |
| Mercedes-Benz | 2007   | Ralf Schumacher  | Mathias Lauda     | Susie Stoddart  | Gary Paffett      |
| Audi          | 2006   | Katherine Legge  | Christijan Albers |                 |                   |

## Deltävlingar

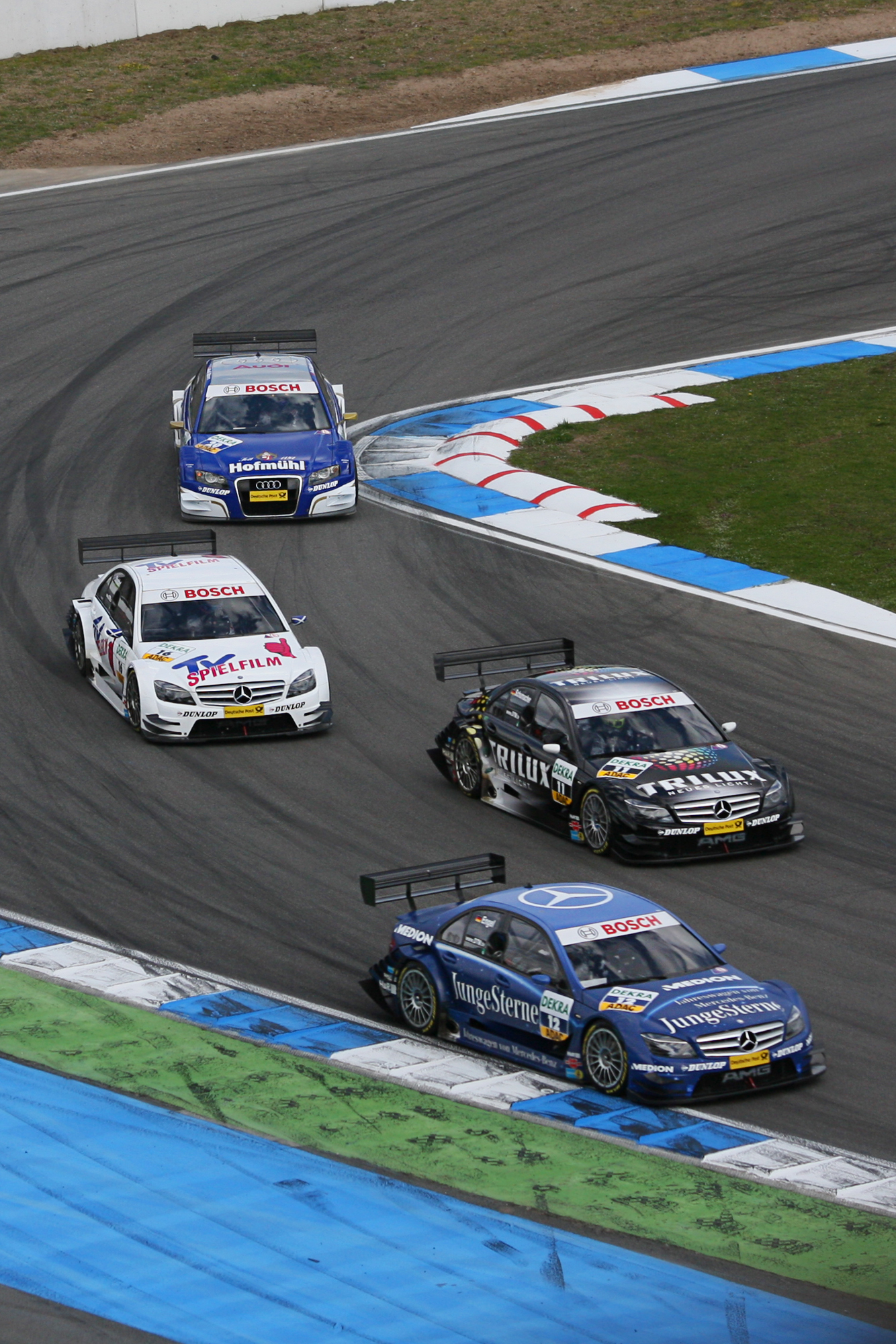
Hockenheim, april 2008.

| Datum        | Bana         | Vinnare         | Märke    |
| ------------ | ------------ | --------------- | -------- |
| 13 april     | Hockenheim   | Mattias Ekström | Audi     |
| 20 april     | Oschersleben | Timo Scheider   | Audi     |
| 4 maj        | Mugello      | Jamie Green     | Mercedes |
| 18 maj       | Lausitzring  | Paul di Resta   | Mercedes |
| 29 juni      | Norisring    | Jamie Green     | Mercedes |
| 13 juli      | Zandvoort    | Mattias Ekström | Audi     |
| 27 juli      | Nürburgring  | Bernd Schneider | Mercedes |
| 31 augusti   | Brands Hatch | Timo Scheider   | Audi     |
| 21 september | Barcelona    | Paul di Resta   | Mercedes |
| 5 oktober    | Le Mans      | Mattias Ekström | Audi     |
| 26 oktober   | Hockenheim   | Timo Scheider   | Audi     |

### Hockenheim
| Plats | Förare          | Märke    |
| ----- | --------------- | -------- |
| 1     | Mattias Ekström | Audi     |
| 2     | Timo Scheider   | Audi     |
| 3     | Tom Kristensen  | Audi     |
| 4     | Bruno Spengler  | Mercedes |
| 5     | Martin Tomczyk  | Audi     |
| 6     | Jamie Green     | Mercedes |
| 7     | Gary Paffett    | Mercedes |
| 8     | Bernd Schneider | Mercedes |

### Oschersleben
| Plats | Förare            | Märke    |
| ----- | ----------------- | -------- |
| 1     | Timo Scheider     | Audi     |
| 2     | Martin Tomczyk    | Audi     |
| 3     | Bruno Spengler    | Mercedes |
| 4     | Paul di Resta     | Mercedes |
| 5     | Jamie Green       | Mercedes |
| 6     | Markus Winkelhock | Audi     |
| 7     | Mike Rockenfeller | Audi     |
| 8     | Mattias Ekström   | Audi     |

### Mugello
| Plats | Förare            | Team     |
| ----- | ----------------- | -------- |
| 1     | Jamie Green       | Mercedes |
| 2     | Paul di Resta     | Mercedes |
| 3     | Tom Kristensen    | Audi     |
| 4     | Bernd Schneider   | Mercedes |
| 5     | Oliver Jarvis     | Audi     |
| 6     | Mattias Ekström   | Audi     |
| 7     | Markus Winkelhock | Audi     |
| 8     | Bruno Spengler    | Mercedes |

### Lausitzring
| Plats | Förare          | Märke    |
| ----- | --------------- | -------- |
| 1     | Paul di Resta   | Mercedes |
| 2     | Timo Scheider   | Audi     |
| 3     | Mattias Ekström | Audi     |
| 4     | Martin Tomczyk  | Audi     |
| 5     | Jamie Green     | Mercedes |
| 6     | Bruno Spengler  | Mercedes |
| 7     | Bernd Schneider | Mercedes |
| 8     | Oliver Jarvis   | Audi     |

### Norisring
| Plats | Förare          | Märke    |
| ----- | --------------- | -------- |
| 1     | Jamie Green     | Mercedes |
| 2     | Bruno Spengler  | Mercedes |
| 3     | Timo Scheider   | Audi     |
| 4     | Mattias Ekström | Audi     |
| 5     | Paul di Resta   | Mercedes |
| 6     | Bernd Schneider | Mercedes |
| 7     | Tom Kristensen  | Audi     |
| 8     | Mathias Lauda   | Mercedes |

### Zandvoort
| Plats | Förare            | Märke    |
| ----- | ----------------- | -------- |
| 1     | Mattias Ekström   | Audi     |
| 2     | Timo Scheider     | Audi     |
| 3     | Tom Kristensen    | Audi     |
| 4     | Martin Tomczyk    | Audi     |
| 5     | Bruno Spengler    | Mercedes |
| 6     | Jamie Green       | Mercedes |
| 7     | Paul di Resta     | Mercedes |
| 8     | Markus Winkelhock | Audi     |

### Nürburgring
| Plats | Förare          | Märke    |
| ----- | --------------- | -------- |
| 1     | Bernd Schneider | Mercedes |
| 2     | Paul di Resta   | Mercedes |
| 3     | Jamie Green     | Mercedes |
| 4     | Gary Paffett    | Mercedes |
| 5     | Timo Scheider   | Audi     |
| 6     | Mattias Ekström | Audi     |
| 7     | Bruno Spengler  | Mercedes |
| 8     | Ralf Schumacher | Mercedes |

### Brands Hatch
| Plats | Förare          | Märke    |
| ----- | --------------- | -------- |
| 1     | Timo Scheider   | Audi     |
| 2     | Paul di Resta   | Mercedes |
| 3     | Mattias Ekström | Audi     |
| 4     | Jamie Green     | Mercedes |
| 5     | Martin Tomczyk  | Audi     |
| 6     | Bruno Spengler  | Mercedes |
| 7     | Tom Kristensen  | Audi     |
| 8     | Gary Paffett    | Mercedes |

### Barcelona
| Plats | Förare            | Märke    |
| ----- | ----------------- | -------- |
| 1     | Paul di Resta     | Mercedes |
| 2     | Timo Scheider     | Audi     |
| 3     | Bernd Schneider   | Mercedes |
| 4     | Martin Tomczyk    | Audi     |
| 5     | Mike Rockenfeller | Audi     |
| 6     | Alexandre Prémat  | Audi     |
| 7     | Ralf Schumacher   | Mercedes |
| 8     | Jamie Green       | Mercedes |

### Le Mans
| Plats | Förare           | Märke    |
| ----- | ---------------- | -------- |
| 1     | Mattias Ekström  | Audi     |
| 2     | Paul di Resta    | Mercedes |
| 3     | Alexandre Prémat | Audi     |
| 4     | Gary Paffett     | Mercedes |
| 5     | Bernd Schneider  | Mercedes |
| 6     | Timo Scheider    | Audi     |
| 7     | Bruno Spengler   | Mercedes |
| 8     | Tom Kristensen   | Audi     |

### Hockenheim
| Plats | Förare          | Märke    |
| ----- | --------------- | -------- |
| 1     | Timo Scheider   | Audi     |
| 2     | Paul di Resta   | Mercedes |
| 3     | Jamie Green     | Mercedes |
| 4     | Bruno Spengler  | Mercedes |
| 5     | Tom Kristensen  | Audi     |
| 6     | Bernd Schneider | Mercedes |
| 7     | Mattias Ekström | Audi     |
| 8     | Martin Tomczyk  | Audi     |

## Slutställning
| Plats | Förare            | Märke    | Poäng |
| ----- | ----------------- | -------- | ----- |
| 1     | Timo Scheider     | Audi     | 75    |
| 2     | Paul di Resta     | Mercedes | 71    |
| 3     | Mattias Ekström   | Audi     | 56    |
| 4     | Jamie Green       | Mercedes | 52    |
| 5     | Bruno Spengler    | Mercedes | 38    |
| 6     | Bernd Schneider   | Mercedes | 34    |
| 7     | Martin Tomczyk    | Audi     | 32    |
| 8     | Tom Kristensen    | Audi     | 28    |
| 9     | Gary Paffett      | Mercedes | 13    |
| 10    | Alexandre Prémat  | Audi     | 10    |
| 11    | Mike Rockenfeller | Audi     | 6     |
| 12    | Markus Winkelhock | Audi     | 6     |
| 13    | Oliver Jarvis     | Audi     | 5     |
| 14    | Ralf Schumacher   | Mercedes | 3     |
| 15    | Mathias Lauda     | Mercedes | 1     |